# Дубай (трасса)

Схема трассы автодрома Дубай

Автодром Дубай — автоспортивная трасса, сертифицированная FIA, расположенная в районе Дубайленд города Дубай, ОАЭ. Длина основной конфигурации трассы составляет 5,39 км.
Открытый в октябре 2004 года, автодром (Дубай) стал первой разработкой «Motorcity», доступной для использования. В декабре 2005 года автодром принял этап серии A1 Grand Prix и был предложен в качестве трассы Формулы-1, но этого не случилось из-за того, что в 2009 году на трассе Остров Яс в Абу-Даби пройдет Гран-при Абу-Даби. Трасса строилась в качестве соперника Сахира, но попытка оказалась неудачной, и в 2008 году трасса принимала только международные зимние серии, такие как GP2 Asia и Speedcar, которые также принимают участие в Бахрейне.  
Трасса спроектирована с учётом современных стандартов безопасности FIA и может использоваться в различных конфигурациях: основная (5,39 км), международная (4,3 км), национальная (3,6 км), клубная (2,5 км), а также имеются отдельные участки для картинга и овальных гонок. Основная конфигурация включает 16 поворотов и две прямые по 1 км каждая.  
Рекорд круга на этой трассе принадлежит Камуи Кобаяси (DAMS), который в 2008 году проехал круг за 1:41.220 на автомобиле GP2 Asia.

## Галерея курсов на эту композицию

### Варианты конфигураций
Ниже представлены конфигурации, включающие стартовую прямую.

Трасса Гран-при
Клубная трасса
Кольцо для международных соревнований
Национальное кольцо

### Другие конфигурации

Холмы
Овальная трасса

## Игры, в которых есть эта трасса
- GTR 2;
- Shift 2: Unleashed;
- Real Racing 3 (Android/iOS);
- Project CARS;
- Forza Motorsport 7.